# Zosterop de Kosrae
El zosterop de Kosrae (Zosterops cinereus) és un ocell de la família dels zosteròpids (Zosteropidae). Habita boscos, vegetació secundària i praderies de l'illa de Kosrae, a les Carolines orientals.